# Бёрнхем, Форбс
Ли́ндон Форбс Сэ́мпсон Бёрнхем (Бе́рнем; англ. Linden Forbes Sampson Burnham; 20 февраля 1923, Джорджтаун — 6 августа 1985, Джорджтаун) — премьер-министр и президент Гайаны.

## Биография
Родители Бёрнхема принадлежали к среднему классу. Он родился в пригороде Джорджтауна, Китти, с отличием окончил колледж и получил стипендию в Лондонского университете, юридический факультет которого окончил в 1947 году. Стоял у истоков созданной в 1950 году Чедди Джаганом Народной прогрессивной партии (НПП), стал её председателем, в то время как Джаган руководил парламентской фракцией. Также, в 1952 году Бёрнхем был избран президентом аффилированного с партией профсоюзного центра — Рабочего союза Британской Гайаны. Должность президента профсоюзного центра Бёрнхем повторно занимал с 1963 по 1965 год.
Задачей НПП было ускорение процесса деколонизации Гайаны (тогда — Британской Гвианы), однако внутренний этнический конфликт между потомками африканских рабов и вольнонаёмными индийцами осложнял этот процесс. В 1955 году в результате развития конфликта Бёрнхем покинул НПП и основал Народный национальный конгресс (ННК). В начале 1960-х годов, когда набирало силу движение за независимость страны, левые взгляды Джагана вызывали опасение у США и Великобритании. Незадолго до парламентских выборов 1964 года британская администрация изменила избирательный закон и ввела пропорциональную систему. НПП Джагана победила на выборах, набрав 46 процентов голосов, но не получила большинства, в то время как ННК Бёрнхема набрала 40 процентов голосов и создала правящую коалицию совместно с консервативной партией «Объединённая сила», получившей 12 процентов голосов. 12 декабря 1964 года Бёрнхем занял пост премьер-министра.
26 мая 1966 года, после провозглашения независимости Гайаны, стал премьер-министром независимого государства. Хотя изначально он позиционировался как умеренный политик, в годы его правления был отмечен рост авторитаризма и сдвига к левой идеологии, происходило сближение с Кубой и Советским Союзом. В 1970 году Гайана стала «кооперативной республикой». По конституции 1980 года Гайана становилась президентской республикой, где президент избирается народом и назначает премьер-министра. 6 октября 1980 года Бёрнхем оставил кресло премьер-министра ради президентского.
В стране отмечалось определённое ущемление гражданских прав, преследование политических оппонентов (включая таинственную гибель историка-марксиста Уолтера Родни, вернувшегося на родину из Танзании, чтобы участвовать в социалистических преобразованиях, но расходившегося с Бёрнхемом во взглядах на применяемые тем методы), президентские выборы рассматривались как формальные. Вместе с тем, крупнейшая оппозиционная сила страны — Народная прогрессивная партия Гайаны, придерживавшаяся более левых взглядов, — продолжала действовать и участвовать в выборах. В экономике были национализированы крупные частные предприятия, в том числе иностранные.
Умер во время анестезии перед операцией на горле. Его тело для помещения в открытый мавзолей было забальзамировано советскими учеными из лаборатории мавзолея Ленина, но в итоге было похоронено в закрытой гробнице.
В 1985 году Бёрнхему было присвоено звание почётного жителя Загреба.
Жена — Виола Бёрнхем (1930—2003), политический, государственный и общественный деятель Гайаны.